# شهرستان کلی (آرکانزاس)
شهرستان کلی، آرکانزاس (به انگلیسی: Clay County, Arkansas) شهرستانی در ایالات متحده آمریکا است که در آرکانزاس واقع شده‌است.

## خصوصیات
شهرستان کلی ۱٬۶۶۰٫۱۹ کیلومترمربع مساحت دارد.